# Servamp
Servamp (サーヴァンプ-) est un manga écrit et dessiné par le mangaka Tanaka Strike. Il est prépublié depuis juin 2011 dans le magazine shōjo Monthly Comic Gene et a été compilé en vingt-quatre tomes en décembre 2024. La version française est éditée par Doki-Doki.
Une adaptation en anime par le studio Brain's Base est diffusée entre juillet et septembre 2016 sur AT-X au Japon et en simulcast sur Wakanim dans les pays francophones. Un film d'animation intitulé Servamp: Alice in the Garden est sorti avril 2018.

## Personnages

### Les 8 Servamps et leurs Eves
Mahiru Shirota
Voix japonaise : Takuma Terashima
Mahiru est un lycéen de 16 ans, né le 7 juillet. Il vit avec son oncle depuis la mort de sa mère, mais se retrouve très souvent seul car son oncle est très pris par le travail. C'est pourquoi ça lui avait fait plaisir de ramener chez lui un chaton abandonné, mettant ainsi un peu de vie dans son appartement trop vide. Il était loin de se douter que ça provoquerait autant d'histoires. Le fait de vivre seul a poussé Mahiru à devenir très doué avec tout ce qui touche à l'entretien ménager, mais aussi à la cuisine. Une vraie fée du logis ! Mahiru aime les choses simples, et déteste se prendre la tête. Il est extrêmement serviable, et est toujours là pour ses amis… Et même pour ses ennemis ! C'est quelqu'un de très compréhensif et plein d'empathie.
Sleepy Ash (Kuro)
Voix japonaise : Yūki Kaji
Premier, et donc plus vieux des Servamps, Kuro représente la paresse. Son Eve est Mahiru. Sempiternel tire-au-flanc, Kuro ne manque jamais l'occasion de pouvoir faire une sieste bien tranquille sous sa forme de chat. Il passe son temps à râler sur les trop longues journées de Mahiru, car ce dernier ne dit jamais non à un service demandé gentiment… sans parler des tâches ménagères de l'appartement tellement fatigantes. Par contre, derrière ses airs de mec blasé de la vie que rien ne touche, il semble cacher un lourd passé… Qui le ronge de l'intérieur.
Misono Arisuin
Voix japonaise : Hiro Shimono
Enfant d'un père très riche et très rarement à la maison, allant dans un lycée privé, Misono a 15 ans et est né le 14 février. Il vit dans un immense manoir assez spécial rempli de richesses, de domestiques fort sympathiques, de grands secrets, et d'enfants vampires. Misono a toujours été au courant pour les vampires, car le 7e Servamp, All of Love, se trouve dans sa famille depuis déjà plusieurs générations. Il a passé un pacte avec lui quand il était tout jeune. C'est un enfant à la santé très fragile, qui au premier abord semble extrêmement arrogant et sûr de lui. Mais en vérité, il se sent très seul et a toujours eu du mal à se faire des amis.
All of Love (Snow Lily)
Voix japonaise : Kazuma Horie
Septième Servamp, il représente la luxure. Malgré sa vilaine manie qui consiste à se dévêtir dès qu'il en a l'occasion, Lily est sûrement le plus doux et le plus gentil des Servamps. Se sentant responsable de leurs malheurs, à cause de son titre de Servamp de la luxure, Lily passe son temps à sauver des enfants abandonnés ou maltraités par leurs parents. Et quand il ne peut pas les sauver des problèmes de santé graves, il les transforme en vampires, d'où le fait que la famille Arisuin a beaucoup d'enfants vampires chez elle.
Mikuni Arisuin
Voix japonaise : Tetsuya Kakihara
Grand frère de Misono, Mikuni a 23 ans, et est né le premier octobre. C'est le maître du Servamp de l'envie, et aussi un antiquaire qui voyage fréquemment, toujours à la recherche de babioles et gadgets qu'il pourra revendre dans sa boutique. En apparence, Mikuni est un type assez guignol, qui adore discuter avec sa poupée Abelle, parler de son petit frère, ou embêter son Servamp, souvent à ses dépens. Mais sous cette apparence comique, c'est quelqu'un de très calculateur et manipulateur. Il sera toujours au courant de tout avant tout le monde et laissera toujours passer les informations de son choix, pour pouvoir en profiter au maximum.
Doubt Doubt (Jay-Jay)
Voix japonaise : Kenjirô Tsuda
Troisième Servamp, il représente l'envie, la jalousie. Jay-Jay est très refermé sur lui-même, et porte toujours un sac en papier sur la tête pour masquer son visage. Il ne parle que très rarement, et quand il le fait, c'est en murmurant des propos souvent incompréhensibles. Il aime fabriquer des petits bateaux en bouteilles, que Mikuni vend ensuite dans sa boutique. C'est supposé être un échange contre sa ration de sang quotidienne, mais Mikuni passe son temps à changer les exigences.
Tetsu Sendagaya
Voix japonaise : Yūki Ono
Tetsu est moins âgé qu'il n'y paraît, puisqu'il a 14 ans, et est né le 29 avril. Ses parents possèdent un Onsen familial, et il les aide souvent à s'en occuper. Tetsu est assez naïf, et n'est pas vraiment du genre à réfléchir avant d'agir. Ou réfléchir tout court. Il est beaucoup plus fort pour utiliser ses muscles que sa cervelle. C'est quelqu'un de très gentil, qui aide ses amis sans hésiter. Mais comparé à Mahiru, qui aide ses amis à combattre leurs démons intérieurs, Tetsu se contente de défoncer les portes bloquées pour eux. Une aide un peu plus "physique" et moins "mentale".
Old Child (Hugh the dark Algernon, troisième du nom)
Voix japonaise : Ayumu Murase
Deuxième Servamp, représentant l'orgueil, Hugh est, malgré son apparence d'enfant de 5 ans, l'un des plus vieux Servamp. Jonglant entre ses personnalités de gamin capricieux, d'honorable comte vampire orgueilleux, et de "grand" frère méticuleux, c'est quelqu'un d'assez dur à gérer. Il s'entend néanmoins très bien avec Tetsu. C'est l'un des Servamp à avoir le plus de 2nde classe, et ces derniers forment un gigantesque réseau d'information pour Hugh, qui n'apprécie pas trop internet et ce genre de système modernes.
Licht Jekylland Todoroki
Voix japonaise : Nobunaga Shimazaki
Pianiste de renom, âgé de seulement 18 ans, Licht est né le 24 décembre dans la campagne autrichienne. Artiste à l'imagination débordante, il adore les animaux, et est persuadé qu'il n'est en réalité pas un humain mais plutôt un ange. Il a beau mettre tout son cœur et toute sa douceur en œuvre quand il joue du piano ou quand il prend soin d'un animal, c'est aussi quelqu'un d'extrêmement doué pour la baston. Et il n'hésite pas à mettre des coups de latte à ceux qui, au moins pour lui, le méritent. Parce qu'évidement, étant un ange (encore une fois, selon lui…) il considère que c'est son devoir de punir les démons. C'est quelqu'un de très honnête, qui dira toujours ce qu'il pense réellement, même si ça s'avère être brusque ou inapproprié.
Lawless (Hyde)
Voix japonaise : Ryôhei Kimura
Cinquième Servamp, représentant de la cupidité. Lawless est énormément bavard et beau parleur. À côté de Licht qui ne parle pas beaucoup, c'est vraiment le jour et la nuit, l'ange et le démon. Étant, dans le comportement, le petit frère de tous les Servamps, le plus taquin et le plus enjoué, c'est aussi celui à problèmes (Bien qu'il se dispute la place avec Tsubaki…).  Le lien fraternel qui l'unit aux autres est très important pour lui, ce qui provoque une grande sensibilité à leurs choix et gestes. Grand fan de William Shakespeare et du théâtre en général, il est également très doué pour jouer la comédie, autant pour les autres que pour lui-même, oubliant de ce fait ce qui le caractérise réellement.
Who is coming (Tsubaki)
Voix japonaise : Tatsuhisa Suzuki
Huitième Servamp, oublié de tous, ou plutôt, celui dont l'existence n'a jamais été connu par aucun de ses frères et sœurs, Tsubaki représente la mélancolie. Il passe son temps à rire aux éclats pour tenter de faire passer cette mélancolie, ce qui renforce son côté psychopathe. C'est en vérité quelqu'un de perdu et perturbé, qui aurait grand besoin de soutien. Il a de nombreux 2nde classe, dont il semble être très proche, mais il ne s'appuiera jamais sur eux, préférant ruminer ses noires pensées seul. Dernier des Servamps, il a quelques caractéristiques qui le différencient de ceux-ci, ce qui joue aussi sur ses 2nde classe qui ont des particularités par rapport aux autres vampires.
The Mother (Freya)
Voix japonaise : Ami Koshimizu
Quatrième Servamp, grande sœur ou mère de tous ceux qui en ont besoin, elle représente la colère. Malgré les apparences qui lui donnent un air colérique en permanence et qui fait peur à la plupart des gens, elle a une patience immense et est pleine de compassion.
World End (Ildo)
Voix japonaise : Junichi Suwabe
Sixième Servamp, représentant la gourmandise, c'est quelqu'un de très impulsif. Bagarreur cherchant toujours les ennuis (ou à manger), il est néanmoins très strict avec ses principes. Par exemple, il ne frappera jamais les femmes, les enfants, les personnes âges, les malades, les blessés ou les animaux. Ce qui limite grandement son côté bagarreur et ce qui fait, finalement, que c'est quand même un chic type.

### Les vampires seconde classe
Sakuya
Voix japonaise : Yuto Suzuki
Seconde classe de Tsubaki et meilleur ami de Mahiru, Sakuya est quelqu'un de très enjoué, et le clown de service ! Toujours prêt à rigoler, il adore raconter des bobards, laissant le loisir à ses camarades de séparer le vrai du faux. Mais c'est en vérité un rôle inventé de toutes pièces. Étant incapable d'oublier son passé, et étant reconnaissant à Tsubaki de l'en avoir sorti, il le suivra aveuglément dans sa folie même quand il sera en désaccords. Un peu dépressif et grand menteur dans l'âme, les mensonges sont néanmoins la chose qu'il supporte le moins chez les autres.
Belkia
Voix japonaise : Yushitsugu Matsuoka
Seconde classe de Tsubaki, Belkia a un caractère assez… flamboyant ! Porte-parole de l'équipe de Tsubaki (si on considère que ce rôle est attribué à celui qui parle le plus dans le groupe), il aime particulièrement se faire passer pour un magicien. Belkia a la particularité de se transformer en poupée de chiffon vivante quand il est trop amoché.
Shamrock
Voix japonaise : Wataru Hatano
Cerveau dans l'équipe de Tsubaki, Shamrock est celui qui s'occuper d'organiser tout ce beau petit monde. Il a énormément de respect pour son Servamp.
Otogiri
Voix japonaise : Atsumi Tanezaki
La froide Otogiri, vampire araignée, est très doué pour manipuler la galerie sans se défaire de son expression de marbre.
Higan
Voix japonaise : Keiji Fujiwara
Bras-droit de Tsubaki, Higan est surement le plus puissant des secondes classe. Peintre de génie, il adore colorer ses peintures avec le sang des ennemis de Tsubaki. C'est par contre une vraie tête en l'air, qui perd toujours ses affaires aux endroits inopportuns.
Lilac
Voix japonaise : Yô Taichi
Julie et Marie
Voix japonaise : Ayaka Nanase et Sayaka Senbonji
Guildenstern
Voix japonaise : Shunsuke Takeuchi
Gilbert Weasel
Ray Saint Crazy Rabbit

### Les membres du C3 et autres
Shûhei Tsuyuki
Voix japonaise : Keito Ishikawa
Tsurugi Kamiya
Voix japonaise : Hiroshi Kamiya
Yumikage Tsukimitsu
Voix japonaise : Daisuke Ono
Jun'ichirô Kurumamori
Voix japonaise : Yoshimasa Hosoya
Taishi Tôma
Johannes Mimir Faustus
Voix japonaise : Kōji Yusa
Rosen Crantz
Voix japonaise : Hikaru Midorikawa
Ophélia
Voix japonaise : Yumi Uchiyama

## Liste des volumes
| no | Japonais         | Japonais          | Français          | Français          |
| no | Date de sortie   | ISBN              | Date de sortie    | ISBN              |
| --- | ---------------- | ----------------- | ----------------- | ----------------- |
| 1 | 27 décembre 2011 | 978-4-8401-4092-8 | 10 avril 2013     | 978-2-81892-311-5 |
| Liste des chapitres : - Chapitre 1 : Mahiru et Kuro - Chapitre 2 : Tsubaki - Chapitre 3 : 7+1 - Chapitre 4 : Alice in the garden - Chapitre 5 : Le choix |                  |                   |                   |                   |
| 2 | 27 juin 2012     | 978-4-8401-4489-6 | 12 juin 2013      | 978-2-81892-413-6 |
| Liste des chapitres : - Chapitre 6 : Qui est le menteur ? - Chapitre 7 : Un futur qui n'aura pas lieu - Chapitre 8 : Avoir une arme - Chapitre 9 : Sakuya - Chapitre 10 : Grand frère - Histoire spéciale : Encore une journée assommante pour le vampire de la paresse                            |                  |                   |                   |                   |
| 3 | 27 décembre 2012 | 978-4-8401-4778-1 | 11 septembre 2013 | 978-2-81892-459-4 |
| Liste des chapitres : - Chapitre 11 : Le type au cercueil - Chapitre 12 : La quatrième équipe - Chapitre 13 : De chouettes vacances en perspective - Chapitre 14 : Je suis un adulte, et nous sommes dans le monde réel - Chapitre 15 : Ce qu'on ne peut pas dire - Chapitre 16 : Compte à rebours |                  |                   |                   |                   |
| 4 | 27 avril 2013    | 978-4-8401-5054-5 | 20 novembre 2013  | 978-2-81892-542-3 |
| Liste des chapitres : - Chapitre 17 : Bienvenue chez les Arisuin - Chapitre 18 : Un jardin à l'abri du danger - Chapitre 19 : Snow Lily 1 - Chapitre 20 : Snow Lily 2 - Chapitre 21 : La luxure |                  |                   |                   |                   |
| 5 | 27 décembre 2013 | 978-4-04-066171-1 | 21 mai 2014       | 978-2-81892-669-7 |
| Liste des chapitres : - Chapitre 22 : Ange ou démon? - Chapitre 23 : Qu'y a-t-il dans un nom ? - Chapitre 24 : Larmes - Chapitre 25 : S.O.S - Chapitre 26 : "Life's but a walking shadow" - Chapitre 27 : Voilà pourquoi                                                                           |                  |                   |                   |                   |
| 6 | 26 juillet 2014  | 978-4-04-066822-2 | 4 février 2015    | 978-2-81893-269-8 |
| 7 | 27 décembre 2014 | 978-4-04-067233-5 | 1er juillet 2015  | 978-2-81893-383-1 |
| 8 | 27 juillet 2015  | 978-4-04-067565-7 | 13 janvier 2016   | 978-2-81893-521-7 |
| 9 | 26 décembre 2015 | 978-4-04-067868-9 | 6 juillet 2016    | 978-2-81893-633-7 |
| EXTRA : Au Japon, une édition spéciale du 9e volume est comprise avec un bracelet en caoutchouc (ISBN 978-4-04-067598-5). |                  |                   |                   |                   |
| 10 | 27 juillet 2016  | 978-4-04-068283-9 | 1er mars 2017     | 978-2-81894-103-4 |
| 10.5 | 27 juillet 2016  | 978-4-04-068295-2 |                   |                   |
| 11 | 27 décembre 2017 | 978-4-04-068806-0 | 6 juillet 2018    | 978-2-81894-526-1 |
| 12 | 27 mars 2018     | 978-4-04-069766-6 | 28 novembre 2018  | 978-2-81894-728-9 |
| 13 | 25 octobre 2018  | 978-4-04-069981-3 | 2 mai 2019        | 978-2-81896-771-3 |
| 14 | 26 juillet 2019  | 978-4-04-065587-1 | 4 mars 2020       | 978-2-81897-727-9 |
| 15 | 27 mars 2020     | 978-4-04-064494-3 | 6 janvier 2021    | 978-2-81898-367-6 |
| 16 | 25 décembre 2020 | 978-4-04-680039-8 | 6 octobre 2021    | 978-2-81898-931-9 |
| 17 | 26 août 2021     | 978-4-04-680629-1 | 17 août 2022      | 978-2-81899-405-4 |
| 18 | 26 mars 2022     | 978-4-04-681237-7 | 8 mars 2023       | 978-2-81899-915-8 |
| 19 | 27 octobre 2022  | 978-4-04-681786-0 | 6 décembre 2023   | 979-1-04110-273-0 |
| 20 | 27 juin 2023     | 978-4-04-682595-7 | 2 mai 2024        | 979-1-04110-527-4 |
| 21 | 26 décembre 2023 | 978-4-04-683119-4 | 2 octobre 2024    | 979-1-04110-904-3 |
| 22 | 25 octobre 2024  | 978-4-04-684080-6 |                   |                   |
| 23 | 27 novembre 2024 | 978-4-04-684102-5 |                   |                   |
| 24 | 27 décembre 2024 | 978-4-04-684103-2 |                   |                   |

## Anime
L'adaptation en anime est annoncée en juillet 2015. La série est réalisée au sein du studio Brain's Base par Itto Sara, avec un scénario de Kenji Konuta et des compositions de Kenji Kawai. La série de douze épisodes est diffusée entre juillet et septembre 2016 sur AT-X au Japon et en simulcast sur Wakanim dans les pays francophones.

### Liste des épisodes
| No | Titre français                                       | Titre japonais           | Titre japonais                 | Date de 1re diffusion |
| No | Titre français                                       | Kanji                    | Rōmaji                         | Date de 1re diffusion |
| -- | ---------------------------------------------------- | ------------------------ | ------------------------------ | --------------------- |
| 1  | Mahiru et Kuro                                       | 真昼とクロ               | Mahiru to Kuro                 | 5 juillet 2016        |
| 2  | Tsubaki                                              | 椿                       | Tsubaki                        | 12 juillet 2016       |
| 3  | Un futur qui n'aura pas lieu                         | 訪れなかった未来について | Otozurenakatta Mirai ni Tsuite | 19 juillet 2016       |
| 4  | Sakuya                                               | 桜哉                     | Sakuya                         | 26 juillet 2016       |
| 5  | Je suis un adulte, et nous sommes dans le monde réel | 俺は大人, ここは社会     | Ore wa Otona, Koko wa Shakai   | 2 août 2016           |
| 6  | Ange ou démon ?                                      | 天使か悪魔               | Tenshi ka Akuma                | 9 août 2016           |
| 7  | C'est parce que je suis...                           | なぜなら俺は             | Nazenara Ore wa                | 16 août 2016          |
| 8  | Au commencement était l'action                       | はじめに行いありき       | Hajime ni Okonai Ariki         | 23 août 2016          |
| 9  | Je fais ce qui est juste                             | 俺は間違ってない         | Ore wa Machigattenai           | 30 août 2016          |
| 10 | Lawless                                              | ロウレス                 | Rauresu                        | 6 septembre 2016      |
| 11 | Pour ne pas m'avoir pardonné...                      | 許さないでくれて         | Yurusanaide Kurete             | 13 septembre 2016     |
| 12 | En réfléchissant simplement                          | シンプルに考えて         | Shinpuru ni Kangaete...        | 20 septembre 2016     |

### Édition japonaise
1. 1 2  Tome 1
2. 1 2  Tome 2
3. 1 2  Tome 3
4. 1 2  Tome 4
5. 1 2  Tome 5
6. 1 2  Tome 6
7. 1 2  Tome 7
8. 1 2  Tome 8
9. 1 2  Tome 9
10. ↑  Tome 9 L
11. 1 2  Tome 10
12. 1 2  Tome 10.5
13. 1 2  Tome 11
14. 1 2  Tome 12
15. 1 2  Tome 13
16. 1 2  Tome 14
17. 1 2  Tome 15
18. 1 2  Tome 16
19. 1 2  Tome 17
20. 1 2  Tome 18
21. 1 2  Tome 19
22. 1 2  Tome 20
23. 1 2  Tome 21
24. 1 2  Tome 22
25. 1 2  Tome 23
26. 1 2  Tome 24

### Édition française
1. 1 2  Tome 1
2. 1 2  Tome 2
3. 1 2  Tome 3
4. 1 2  Tome 4
5. 1 2  Tome 5
6. 1 2  Tome 6
7. 1 2  Tome 7
8. 1 2  Tome 8
9. 1 2  Tome 9
10. 1 2  Tome 10
11. 1 2  Tome 11
12. 1 2  Tome 12
13. 1 2  Tome 13
14. 1 2  Tome 14
15. 1 2  Tome 15
16. 1 2  Tome 16
17. 1 2  Tome 17
18. 1 2  Tome 18
19. 1 2  Tome 19
20. 1 2  Tome 20
21. 1 2  Tome 21